# Douglas Silva Bacelar
Douglas Silva Bacelar (São Paulo, 4 april 1990) is een Braziliaans voetballer, uitkomend sinds januari 2013 voor Dnipro Dnipropetrovsk. Tot 2013 speelde hij vanaf 2010 bij de Braziliaanse voetbalclub Vasco da Gama.